# NGC 5298
NGC 5298 est une galaxie spirale barrée située dans la constellation du Centaure. Sa vitesse par rapport au fond diffus cosmologique est de 4 619 ± 21 km/s, ce qui correspond à une distance de Hubble de 68,1 ± 4,8 Mpc (∼222 millions d'al). NGC 5298 a été découverte par l'astronome britannique John Herschel en 1835.
La classe de luminosité de NGC 5298 est II et elle présente une large raie HI.
À ce jour, 11 mesures non basées sur le décalage vers le rouge (redshift) donnent une distance de 61,464 ± 14,530 Mpc (∼200 millions d'al), ce qui est à l'intérieur des valeurs de la distance de Hubble. Notons cependant que c'est avec la valeur moyenne des mesures indépendantes, lorsqu'elles existent, que la base de données NASA/IPAC calcule le diamètre d'une galaxie et qu'en conséquence le diamètre de NGC 5298 pourrait être d'environ 43,0 kpc (∼140 000 al) si on utilisait la distance de Hubble pour le calculer.

## Groupe d'IC 4329
Selon A.M. Garcia, la galaxie NGC 5298 fait partie d'un groupe de galaxies qui compte au moins 24 membres, le groupe d'IC 4329. Parmi ces galaxies, se trouve NGC 5291, NGC 5292, NGC 5328, NGC 5357, IC 4319, IC 4326, IC 4328, IC 4329, IC 4329A (PGC 49051), treize galaxies du catalogue ESO et trois galaxies du catalogue PGC. PGC 48894 ne fait pas partie de la liste de Garcia. Il faut donc l'ajouter à ce groupe, car elle forme une paire de galaxies avec NGC 5291.